# Kip Thorne
Kip Stephen Thorne, (sinh 1 tháng 6 năm 1940) là nhà vật lý lý thuyết người Mỹ, được biết đến với những đóng góp trong lĩnh vực vật lý hấp dẫn và vật lý thiên văn. Ông là đồng nghiệp và người bạn lâu năm của Stephen Hawking và Carl Sagan. Ông được bổ nhiệm chức danh Giáo sư Feynman về Vật lý lý thuyết tại Học viện Công nghệ California (Caltech) cho đến khi nghỉ hưu năm 2009 và là một trong những chuyên gia hàng đầu thế giới về thuyết tương đối tổng quát của Einstein. Ông tiếp tục thực hiện nghiên cứu khoa học và hoạt động tư vấn khoa học cho một số dự án như phim khoa học viễn tưởng Interstellar. và LIGO.
Sau khi nhóm Hợp tác khoa học LIGO loan báo vào ngày 11 tháng 2 năm 2016 về sự kiện quan sát trực tiếp sóng hấp dẫn lần đầu tiên, ông cùng với Ronald Drever và Rainer Weiss đã nhận các giải thưởng giải Đột phá trong Vật lý cơ bản, giải Gruber về Vũ trụ học và giải Shaw.

## Sách tham khảo
- Thorne, K. S., in 300 Years of Gravitation, (Eds.) S. W. Hawking and W. Israel, 1987, (Chicago: Univ. of Chicago Press), Gravitational Radiation.
- Thorne, K. S., Price, R. H. and Macdonald, D. M., Black Holes, The Membrane Paradigm, 1986, (New Haven: Yale Univ. Press).
- Friedman, J., Morris, M. S., Novikov, I. D., Echeverria, F., Klinkhammer, G., Thorne, K. S. and Yurtsever, U., Physical Review D., 1990, (in press), Bài toán Cauchy trong Không thời gian với đường cong kiểu thời gian đóng.